# 常伝導
常伝導（じょうでんどう）とは、導体が超伝導になっていない状態（常伝導状態）、または、超伝導現象を起こさない導体（常伝導体）のことである。超伝導物質の中の不純物や超伝導になりきれていない部分は常伝導相と呼ばれる。電気抵抗ゼロの物質である超伝導体が発見されてから出来た言葉であり、超伝導とは対の意味で使われる。

## 概要
超伝導は極低温でしか現れない現象であり、その超伝導物質によって固有の臨界温度（転移温度）と呼ばれる超伝導現象を起こし始める温度が決まっている。そのため、転移温度まで冷却すれば超伝導現象を起こす超伝導体となるが、まだ冷却をしていないので電気抵抗を生じる金属（あるいは化合物）である状態のことを常伝導と呼ぶことが多い。
超伝導体にとって温度が重要であるが、臨界電流（超伝導を保てる流せる電流の限界の値）、臨界磁場（超伝導を保てる外部からの磁場の限界の値）などによっても現象は消失してしまう。臨界電流、臨界磁場を超える電流、磁場によって超伝導だったが電気抵抗がある普通の導体になったときも常伝導と呼ばれる。物質内に超伝導体にならない不純物などが多い第二種超伝導体では超伝導相と常伝導相が混合している。